# Rafael Torres
Rafael Torres Baena (Malaga, 9 maggio 1956) è un ex giocatore di calcio a 5 spagnolo.

## Carriera
Utilizzato nel ruolo di giocatore di movimento, ha come massimo riconoscimento in carriera la partecipazione con la Nazionale di calcio a 5 della Spagna al FIFA Futsal World Championship 1989 dove le furie rosse sono state eliminate al primo turno nel girone comprendente Brasile, Ungheria ed Arabia Saudita.